# تجمع لعقاب (المحفد)

تعديل مصدري - تعديل

تجمع لعقاب هو "تجمع بدوي" في  عزلة المحفد بمديرية المحفد التابعة لمحافظة أبين، بلغ تعداد سكانها 95 نسمة حسب تعداد اليمن لعام 2004.